# Salix medogensis
Salix medogensis — вид квіткових рослин із родини вербових (Salicaceae).

## Морфологічна характеристика
Це дерево до 3 метрів заввишки. Гілочки темно-коричнювато-пурпурні, спочатку запушені, стають майже голими. Листкова ніжка 4–8 мм, запушена; листкова пластинка обернено-яйцювато-довгаста, 5–9 × 2.4–3.8 см, обидві поверхні запушені в молодості, абаксіально (низ) сірувато-зелені, голі або рідко волосисті, адаксіально зелені, волосисті, край цільний, верхівка гостра або тупа. Жіночі сережки 3.5–5 см, до 6–6.5 см у плодах. Коробочка ≈ 4 мм, гола.

## Середовище проживання
Ендемік східного Тибету. Населяє змішані ліси; на висотах 3600–3900 метрів.